# Guajará (kommun)
Guajará är en kommun i Brasilien.   Den ligger i delstaten Amazonas, i den västra delen av landet, 2 900 km väster om huvudstaden Brasília. Antalet invånare är 14 074.
I omgivningarna runt Guajará växer i huvudsak städsegrön lövskog. Trakten runt Guajará är nära nog obefolkad, med mindre än två invånare per kvadratkilometer.